# Kilauea
A Kīlauea egy ma is aktív pajzsvulkán a Hawaii-szigeteken, Hawaii szigetének déli partján. Kora 300 000 és 600 000 év közötti. A tengerszint fölé kb. 100 000 éve emelkedett fel.
A Hawaii forrópont második legaktívabb tagja, a Hawaii–Emperor fenékhegy-lánc jelenlegi kitörési központja. Topográfiai kiemelkedése és aktivitása időben egybeesett, illetve egybeesik a Mauna Loáéval.
A történelmi múltban váltakozva produkált turistacsalogató, Hawaii-típusú és nagy robbanásosokkal járó Surtsey-típusú kitöréseket — utóbbiak 1500 és 1890 között számos halálos áldozatot követeltek. Utolsó nagy robbanásos kitörése 1924-ben volt.
1983 januárjának első napjaitól egészen 2018 őszéig szinte folyamatosan működött, jelentős károkat okozva. 1990-ben többek közt Kalapana városát is elpusztította.
2018. május 3-án több hasadék nyílt az alsó-Puna területén, a csúcs alatt. Ezt a kitörést erős, 6,9 magnitúdójú földrengés kísérte, amiért közel 2000 lakost evakuáltak a Leilani Estates és a szomszédos Lanipuna Gardens területéről. 2018. május 9-én a kitörés 27 házat pusztított el a Leilani Estatesben. 2018. május 17-én reggel 04:17-kor a vulkán robbanásszerűen kitört, és 9200 méter magas hamuoszlopot lövellt a levegőbe. A vulkán fő idegenforgalmi nevezetessége, a Halemaumau lávató megszűnt, és a kráter alján kb. hatszáz méteres mélyedés jött létre, amivel a kráter alja a talajvízszint alá került.
A Hawaii Vulkánok Obszervatórium munkatársai 2019 közepén azt vették észre, hogy a kráter fenekén kis, zöldes színű pocsolyák–tavacskák alakulnak ki — föltehetően a beszivárgó talajvízből. Ebből kiindulva lehetséges, hogy a vulkán következő kitörése nem a megszokott Hawaii-típusú, hanem ismét Surtsey-típusú lesz.
A Kilauea vulkáni terület a Föld vulkanológiailag talán legjobban megfigyelt, folyamatosan monitorozott térsége, aminek alapján az aktivitás növekedése viszonylag hatékonyan előre jelezhető. Így az obszervatórium vulkanológusai jó előre jelezték a 2018. májusban kezdődött kitöréssort is.
A Kilauea kitört ezek mellett 2020. december 20-án is, ami májusig tartott. Ezt követően aktivitása megemelkedett 2021 szeptemberében is, majd 2023-ban kétszer is kitört. 2023-ban először január és március között, majd június 7-től ismét.

## Fordítás
- Ez a szócikk részben vagy egészben  a   Kīlauea című angol Wikipédia-szócikk fordításán alapul.  Az eredeti cikk szerkesztőit annak laptörténete sorolja fel. Ez a jelzés csupán a megfogalmazás eredetét és a szerzői jogokat jelzi, nem szolgál a cikkben szereplő információk forrásmegjelöléseként.